# Tau Bootis
Tau Bootis (τ Boo / τ Bootis) ist ein Doppelstern im Südwesten des Sternbildes Bärenhüter, 16 Parsec (50 Lichtjahre) entfernt von unserem Sonnensystem. Das Tau-Bootis-System besteht aus dem deutlich helleren Tau Bootis A, der ein gelblicher Stern der Spektralklasse F7 IV-V mit einer scheinbaren Helligkeit von 4,54 und damit auch mit bloßem Auge deutlich zu sehen ist, sowie aus dem mit bloßem Auge unsichtbaren Tau Bootis B, einem Roten Zwerg mit der scheinbaren Helligkeit 11,1, der Tau Bootis A im Abstand von 224 AE in 2.000 Jahren auf einer stark exzentrischen Umlaufbahn (0,91) umrundet, die zudem für den Beobachter auf der Erde um 50,69° geneigt ist. Seit 1996 ist ein Exoplanet um Tau Bootis A bekannt.

## Komponenten

### Tau Bootis A
Tau Bootis A besitzt eine Masse von 1,4 Sonnenmassen und hat mit einer absoluten Helligkeit von 3,53 eine Leuchtkraft, die über dreimal so groß ist wie die unserer Sonne. Sein Durchmesser ist wahrscheinlich ebenfalls etwas höher als der der Sonne, dafür ist Tau Bootis A mit einem Alter von weniger als 2 Mrd. Jahren deutlich jünger. Er enthält einen doppelt so hohen Anteil schwerer Elemente wie die Sonne und hat eine Oberflächentemperatur von über 6.300 K. Die Gesamtlebensdauer als Hauptreihenstern ist mit 6 Mrd. Jahren deutlich geringer als die der Sonne.
Im Jahr 1996 wurde ein planetarer Begleiter entdeckt (siehe unten). Die Rotationsperiode von Tau Bootis entspricht der Umlaufperiode des Planeten (3,3 Tage), sodass hier ein seltener Fall von gebundener Rotation vorliegt, bei dem der Planet seinem Stern durch entsprechende Gezeitenkräfte die Rotationsperiode aufzwingt. Der Stern verfügt über ein Magnetfeld, das auf komplexe Weise mit dem nahen Planeten interagiert.

### Tau Bootis B
Tau Bootis B ist aufgrund seiner geringen Leuchtkraft nur mit starken Teleskopen zu erkennen. Der Rote Zwerg hat eine absolute Helligkeit von 10,03, eine Masse von nur rund einem Drittel der Sonnenmasse und einem Radius, der rund 60 % des Sonnenradius entspricht; Tau Bootis B gehört der Spektralklasse M3 V an.

## Planetensystem
Im Jahr 1996 wurde durch ein Team von Astronomen unter der Leitung von Geoffrey Marcy und R. Paul Butler ein Planet um Tau Bootis A entdeckt. Der Planet mit der Bezeichnung Tau Bootis b bzw. Tau Bootis Ab war einer der ersten überhaupt entdeckten Exoplaneten. Er umkreist seinen Zentralstern in rund 3,31 Tagen in einer Entfernung von etwa 0,049 AE. Seine Masse beträgt mindestens etwa 4,32 Jupitermassen.
Im Jahr 2020 meldeten Astronomen wahrscheinlich Radioemissionen aus Tau Bootis aufgespürt zu haben. Dies wäre die erstmalige Entdeckung von Radioemissionen eines Exoplaneten und wurde laut den Autoren wahrscheinlich von Elektronen ausgesendet, die sich entlang der Magnetfeldlinien eines Planeten um Tau Bootis bewegen.